# Á̰
Cette page contient des caractères spéciaux ou non latins. S’ils s’affichent mal (▯, ?, etc.), consultez la page d’aide Unicode.
Á̰ (minuscule : á̰), appelé A tilde souscrit accent aigu, est un graphème utilisé dans l’écriture du mbelime, du nateni et du sar.
Il s’agit de la lettre A diacritée d’un tilde souscrit et d’un accent aigu.

## Représentations informatiques
Le A tilde souscrit accent aigu peut être représenté avec les caractères Unicode suivants :
- précomposé (latin 1, diacritiques)[1],[2] :

| formes    | représentations | chaînes de caractères | points de code | descriptions                                                     |
| --------- | --------------- | --------------------- | -------------- | ---------------------------------------------------------------- |
| capitale  | Á̰               | Á◌̰                    | U+00C1 U+0330  | lettre majuscule latine a accent aigu diacritique tilde souscrit |
| minuscule | á̰               | á◌̰                    | U+00E1 U+0330  | lettre minuscule latine a accent aigu diacritique tilde souscrit |

- décomposé (latin de base, diacritiques) :

| formes    | représentations | chaînes de caractères | points de code       | descriptions                                                                 |
| --------- | --------------- | --------------------- | -------------------- | ---------------------------------------------------------------------------- |
| capitale  | Á̰               | A◌̰◌́                   | U+0041 U+0330 U+0301 | lettre majuscule latine a diacritique tilde souscrit diacritique accent aigu |
| minuscule | á̰               | a◌̰◌́                   | U+0061 U+0330 U+0301 | lettre minuscule latine a diacritique tilde souscrit diacritique accent aigu |